# استپان مارگاریان
استپان گریگوری مارگاریان (قاراگبیان (ارمنی: Ստեփան Գրիգորի Մարգարյան (Ղարագեբակյան)؛ زادهٔ ۲۶ اکتبر ۱۹۶۰) یک سیاستمدار اهل ارمنستان است که از تاریخ ۲۰۱۲ تا تاریخ ۲۰۱۷ سمت نمایندگی دوره پنجم مجلس ملی جمهوری ارمنستان را برعهده داشت.

## زندگی‌نامه
در ۲۶ اکتبر ۱۹۶۰ در روستای اختیلا به دنیا آمد و از دانشگاه دولتی ایروان فارغ‌التحصیل شد. 

## یادداشت
1. ↑  ՀՀ Ազգային ժողովի տարածքային կառավարման և տեղական ինքնակառավարման հարցերի մշտական հանձնաժողովի նախագահ